# Babi pangang

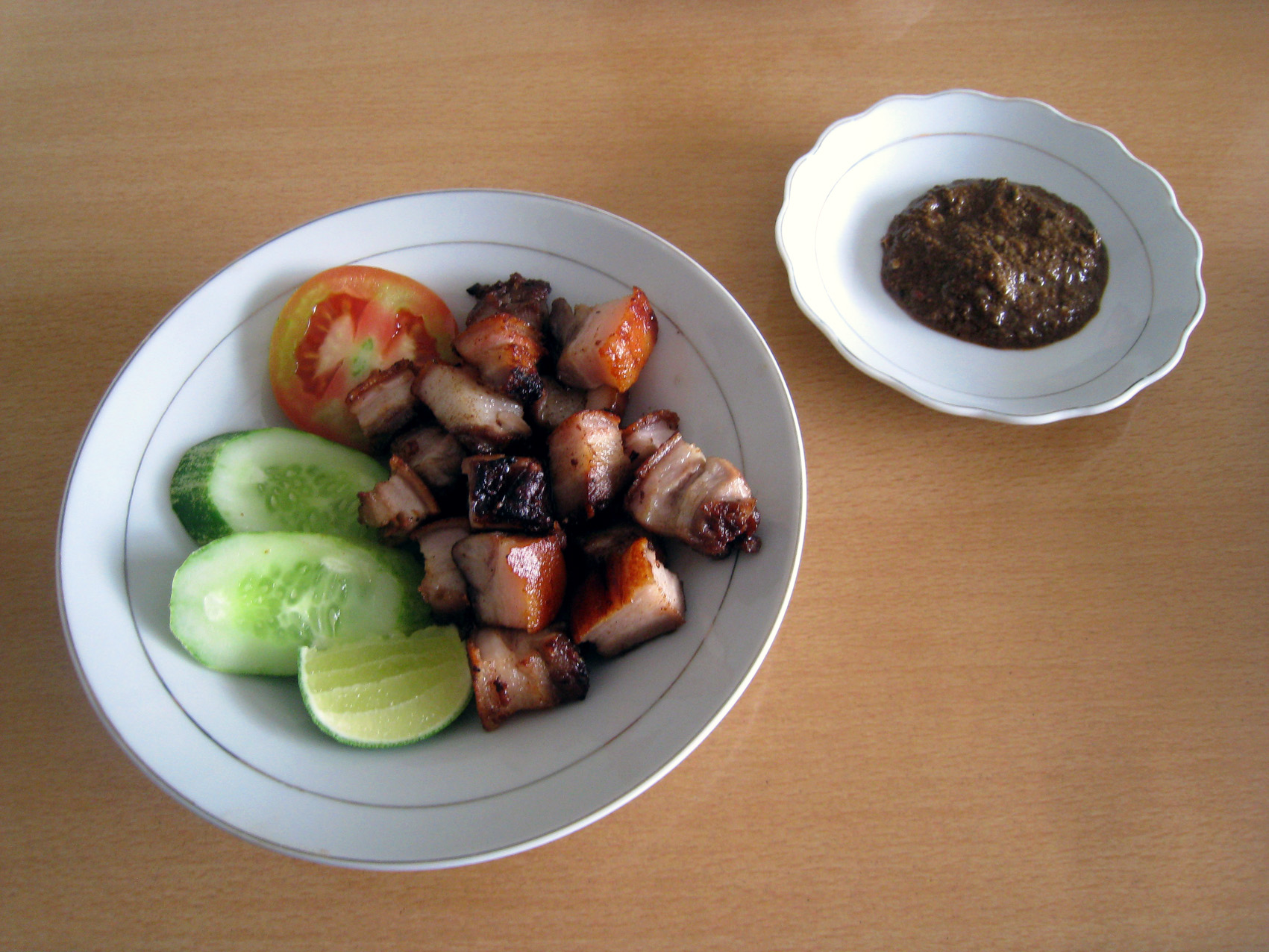
Batak variant van Babi pangang in Indonesië

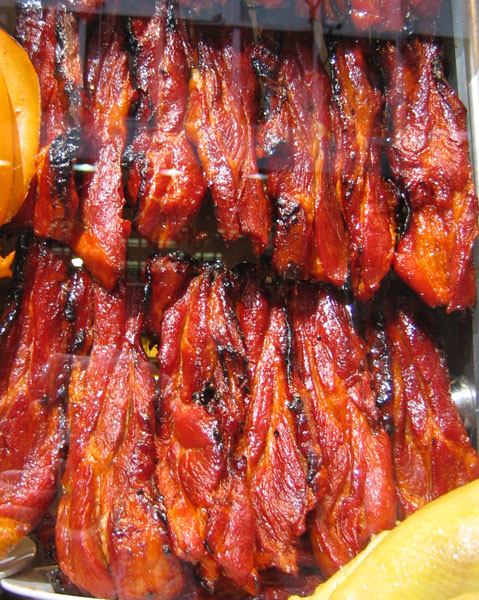
Char siew

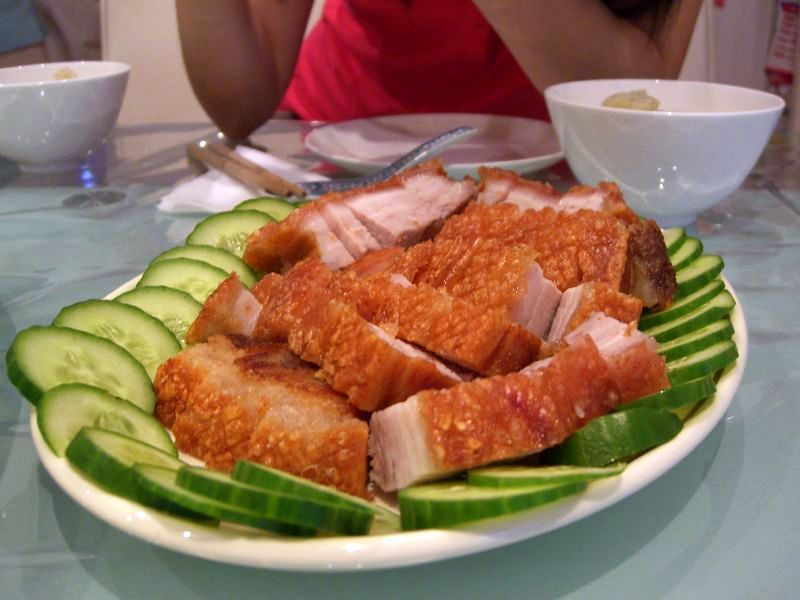
Siu juk

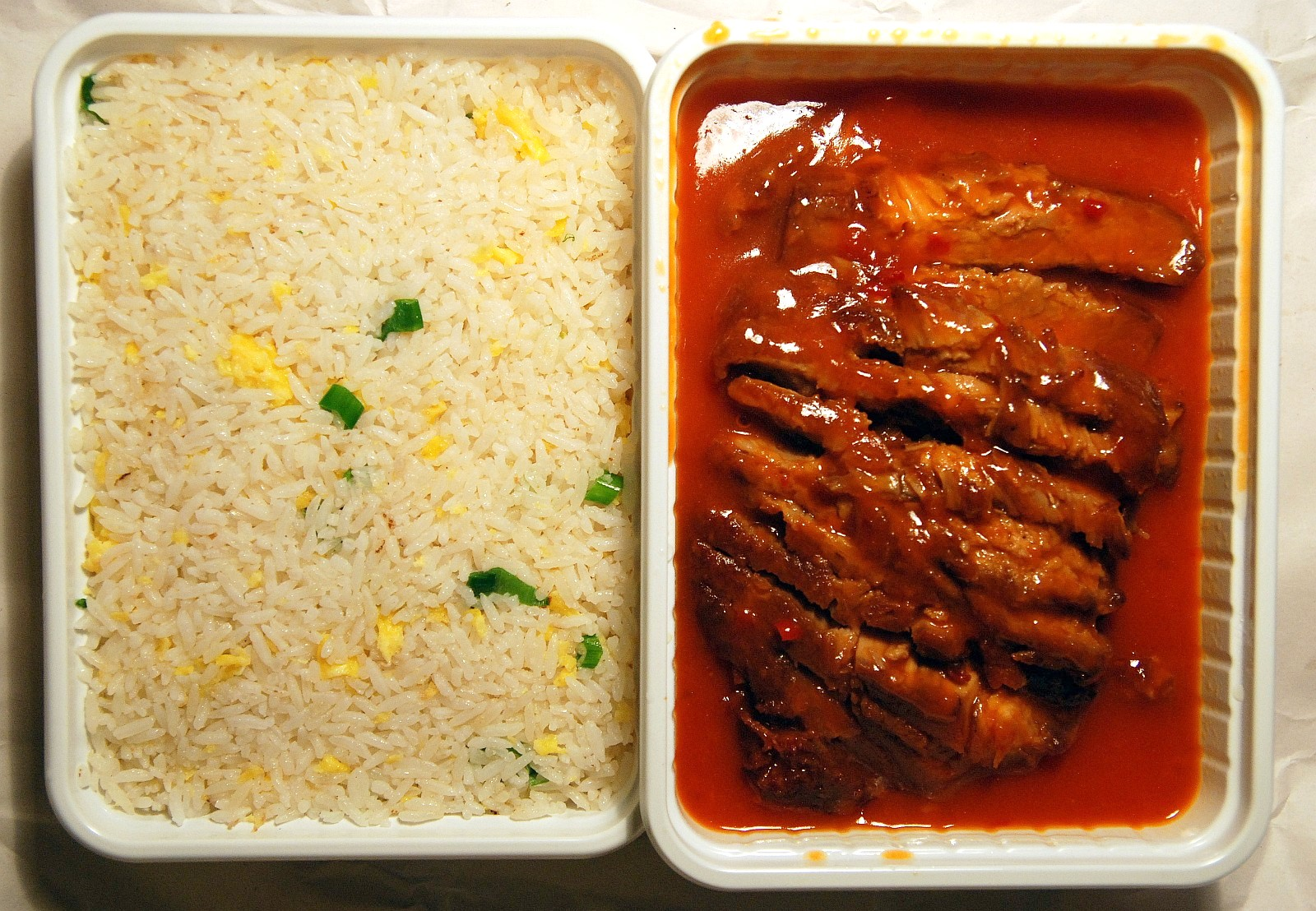
Babi pangang speciaal met nasi

Babi pangang, in Indonesië en Maleisië geschreven als babi panggang, is de naam voor verschillende gerechten uit het Verre Oosten gemaakt van (geroosterd) varkensvlees. In Chinees-Indische restaurants in Nederland en België worden soms verschillende varianten aangeboden, een variant met spek, een variant met mager varkensvlees en de Chinese variant, char siew, cha sieuw of char siu.

## Ontstaan
De naam babi pangang komt van de Maleis/Indonesische woorden babi (varken) en panggang (geroosterd). Door deze brede benaming kan het duiden op verschillende lokale gerechten uit het Maleisische en Indonesische taalgebied. Ook worden in Maleisië en Indonesië met babi panggang Chinese vormen van geroosterd varkensvlees aangeduid zoals char siew, of 叉燒, babi panggang merah in het Maleis, chāshāo in Hanyu pinyin en moe deng in het Thais.
Vermoedelijk stamt het gerecht uit China, waar het geroosterd buikspek betrof. In de traditionele Chinese restaurants is het gerecht echter niet bekend. In Indonesië is de babi panggang vooral bekend zoals die wordt bereid door het overwegend christelijke Batak-volk, dat rondom het Tobameer in Noord-Sumatra woont, waarbij gemarineerd varkensvlees boven een houtskoolvuur wordt geroosterd. Het wordt gegeten met een saus gemaakt van varkensbloed of met een sambal van szechuanpeper.
Uit archieven van kranten die in Nederlands-Indië verschenen blijkt dat het gerecht al voor 1900 door Chinezen in het eertijdse Nederlands-Indië (nu: Indonesië) bereid werd. Het is dus niet pas in Nederland ontstaan, zoals soms verteld wordt. Rond 1900 was het gerecht ook populair bij de Nederlanders die in de grote Javaanse steden woonden.
De zoetzure tomaat- en gembersaus die men in Chinees-Indische restaurants in Nederland meestal bij het gerecht serveert, wordt voor het eerst in 1933 ook in een Nederlands-Indische krant vermeld. Ook zij is dus geen uitvinding uit Nederland.
Varianten die in plaats van spek ander vlees gebruiken zijn wel in Nederland ontstaan. Door de stijgende welvaart na de Tweede Wereldoorlog werd spek als armeluiskost gezien. Chinese restaurants vervingen het daarom door "beter" vlees.

## Varianten in Nederland en België
Bij varianten van Babi pangang met de zoetzure gember-tomatensaus van veel Nederlandse Chinees-Indische restaurants, wordt doorgaans mager varkensvlees gebruikt dat niet wordt geroosterd, maar eerst gekookt en daarna gefrituurd. Het wordt vervolgens in plakken gesneden en overgoten met de gebonden zoetzure saus en geserveerd op een bedje van atjar tjampoer. Deze vorm is ook in Vlaanderen bekend onder de in Nederland gebruikelijke naam babi pangang.
Men kan hetzelfde gefrituurde varkensvlees ook bestellen met een sojasaus. Dit staat dan vermeld als babi pangang ketjap op de menukaart. Om de magere van de vette vleesvariant te onderscheiden worden ook de benamingen babi pangang nek en babi pangang nami gebruikt.
Een ander gerecht dat in Nederland soms wordt aangeduid als babi pangang is het Kantonese siu juk, of 燒肉, babi panggang putih in het Maleis, shāo ròu in Hanyu pinyin, moe krob in het Thais. Het wordt op de menukaart wel omschreven als babi pangang spek.
De met honing gemarineerde char siew wordt in Nederland vaak Kantonese babi pangang genoemd.